# 台灣公路原點

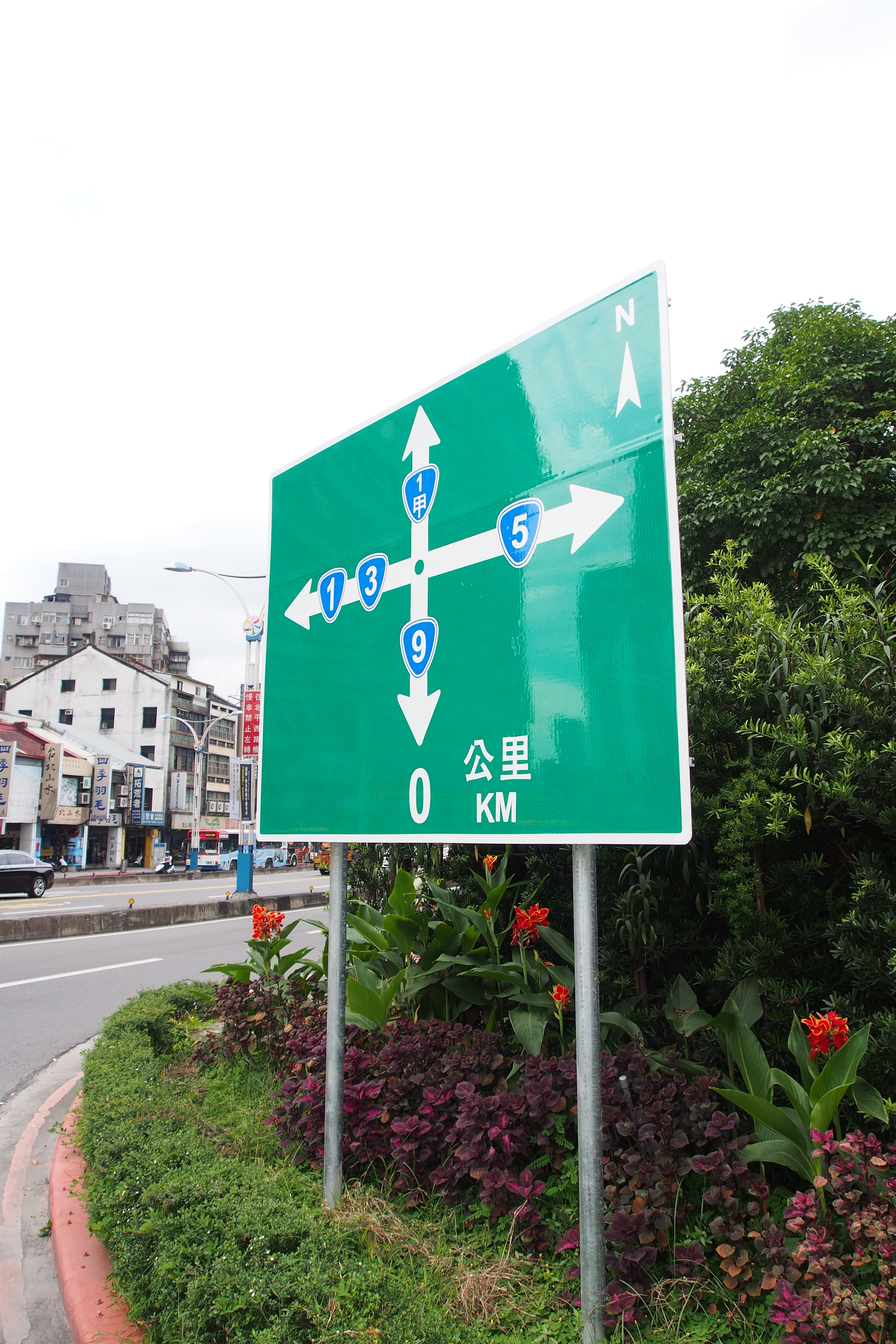
近照看台灣公路原點路牌。

臺灣公路原點是臺灣省道公路系統的公路原點，位於臺北市中正區的忠孝東路一段（臺5線）、忠孝西路一段（臺1線、臺3線共線）、中山南路（臺9線）、中山北路一段（臺1甲線）之交叉路口。戰後初期1955年至1995年曾於該路口設置復興陸橋，連接中山南北路並跨越縱貫鐵路，臺北鐵路地下化後拆除。現今路口西北角的中央大樓仍存以該陸橋命名的「復興橋郵局」。路口的東北角為行政院、東南角為監察院、西南角為臺北市議會舊址。

## 簡介
。至2012年9月，公路總局會同台北市政府交通局交通管制工程處，於該路口東北側近行政院處設置簡易路牌（台1線、台1甲線、台3線、台5線、台9線共同的零公里起點路牌），以及在東南側近監察院處人行道設置「省道公路原點」地雕以為標示。

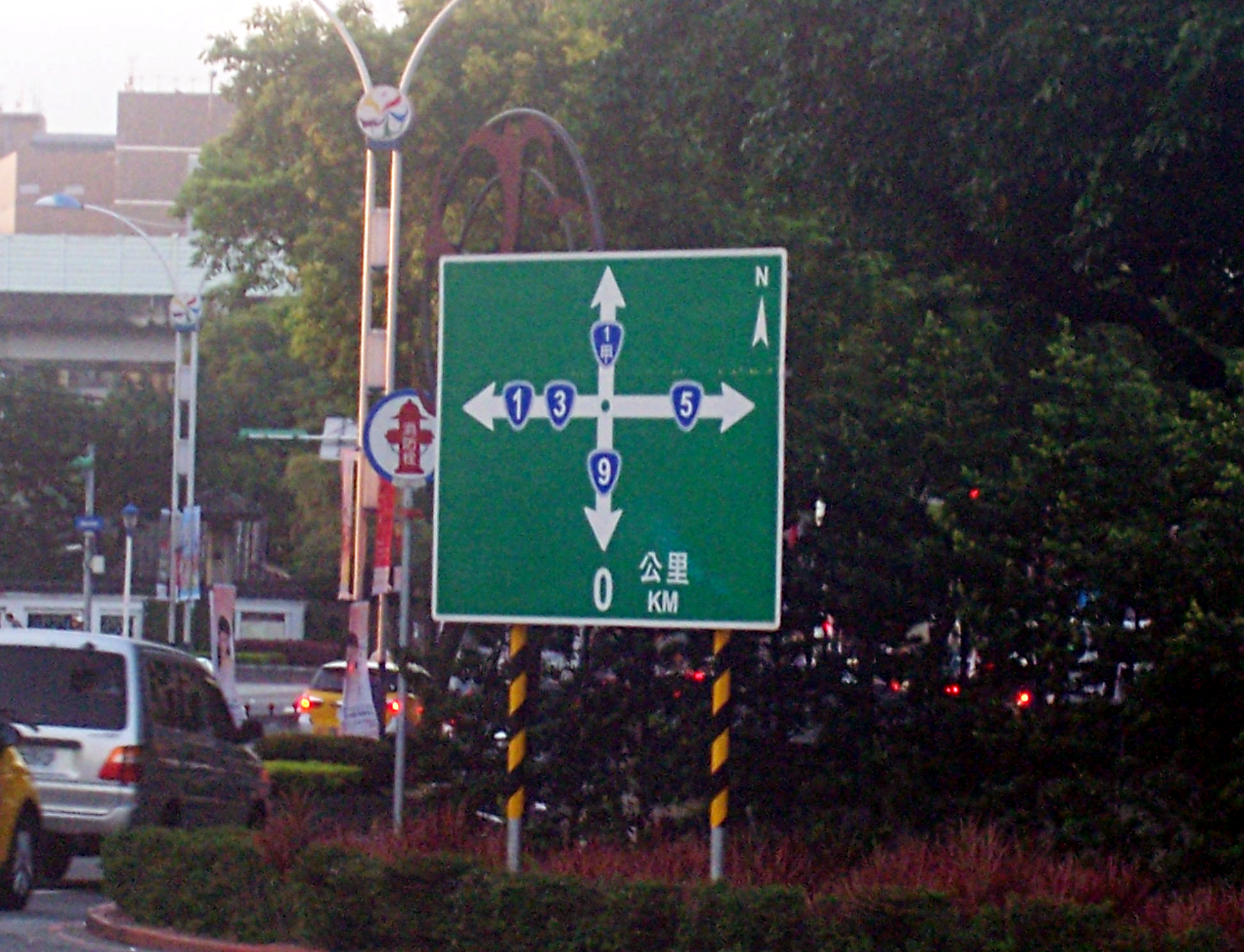
台灣公路原點路牌，位於行政院旁。

而這裡也是公路總局第一養護工程處三個工務段的養護界線，分別是中和工務段（養護臺1線、臺1甲線、臺3線）、基隆工務段（養護臺5線）、景美工務段（養護臺9線）；目前臺北市境內路段均由臺北市政府代養。
另根據公路總局考證，今台南市中西區民權路與忠義路口為「清代官道原點」，歷史可溯及荷治時代，該局計畫與台南市政府於此處設「台灣歷史道路原點」碑紀念。

## 圖集

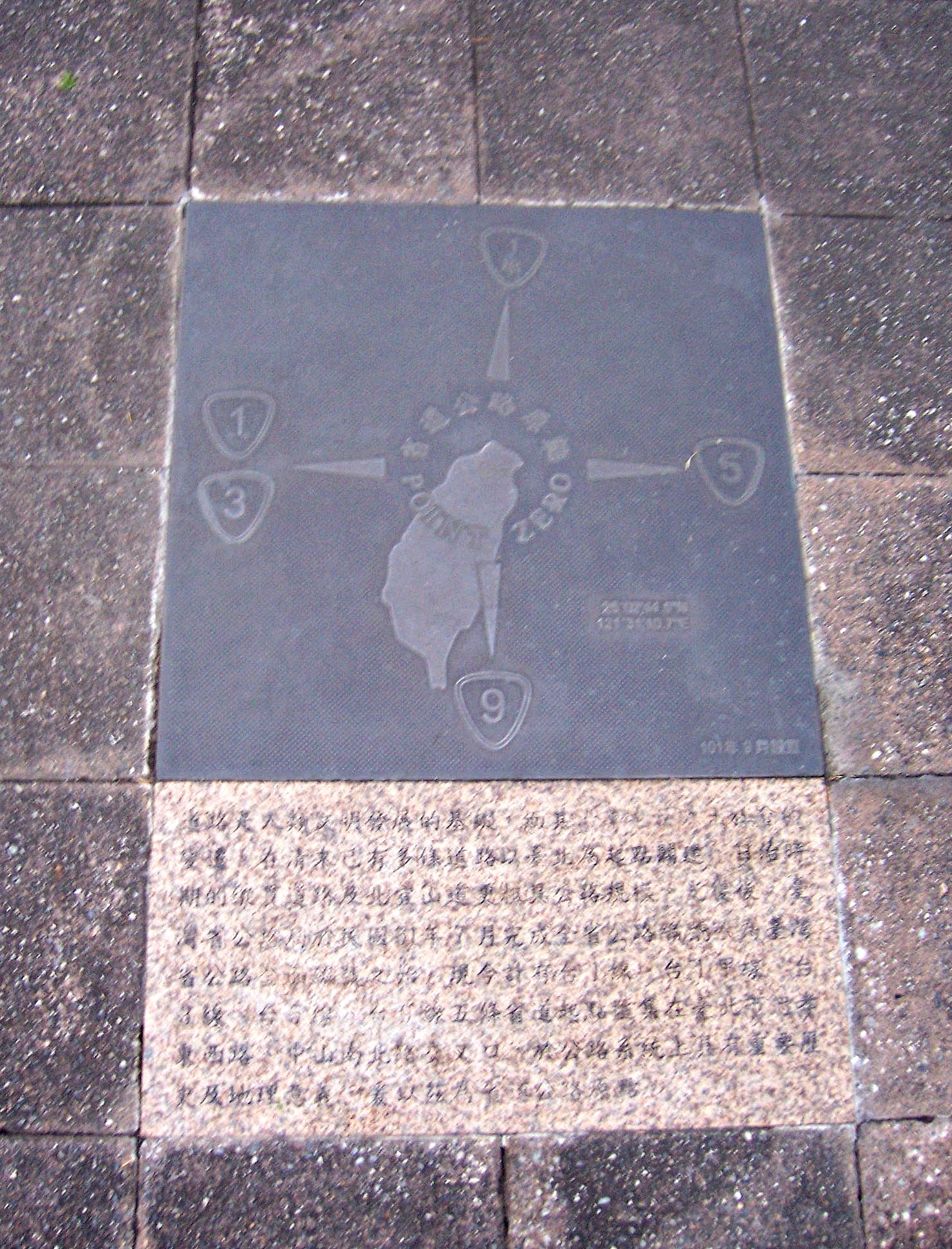
省道公路原點地雕
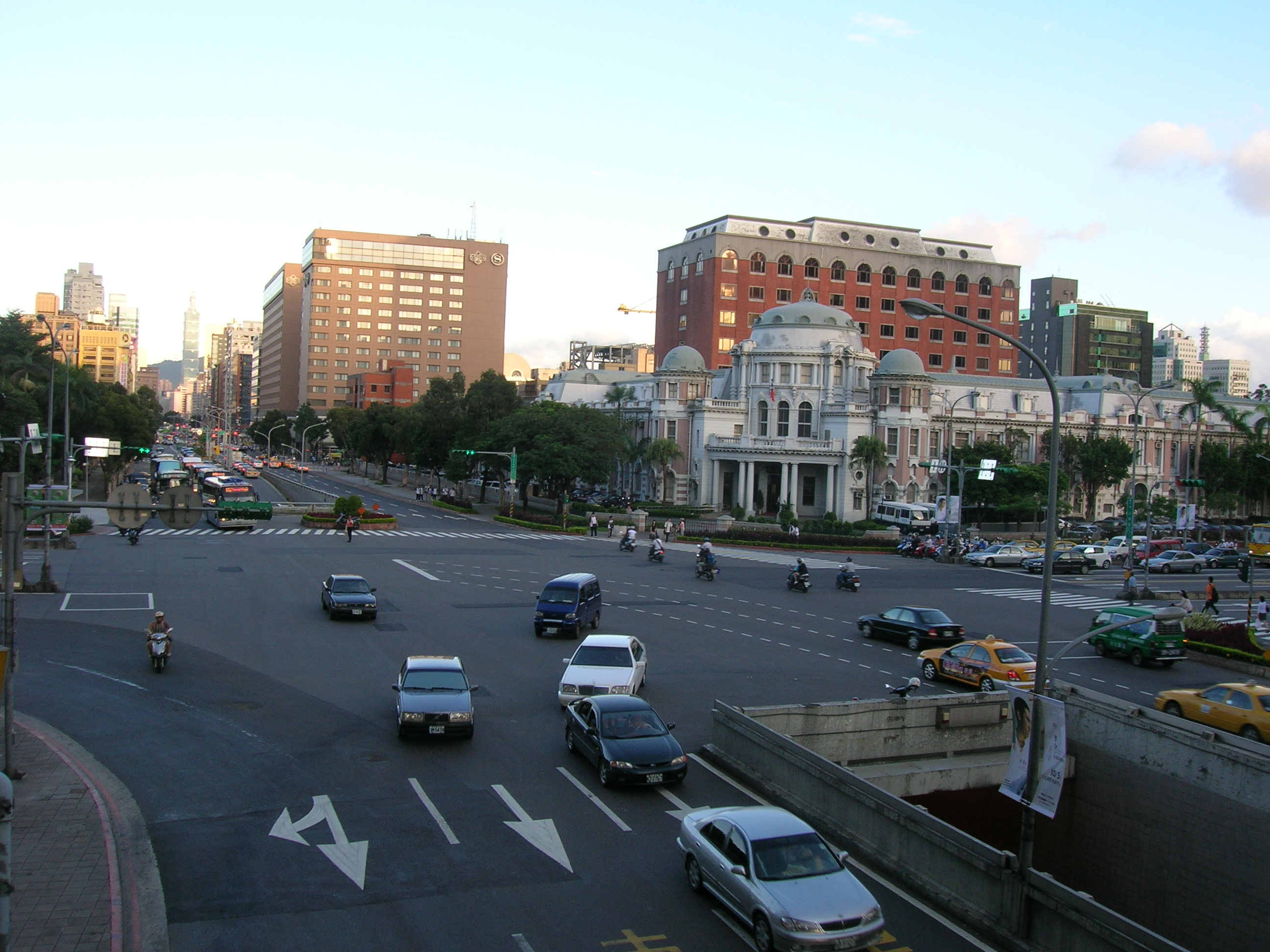
台灣公路原點所在的忠孝中山路口。路口遠處白色西式建築（監察院）旁人行道現設有「省道公路原點」地雕；路口左側遠處之轉角一帶今設有零公里起點路牌
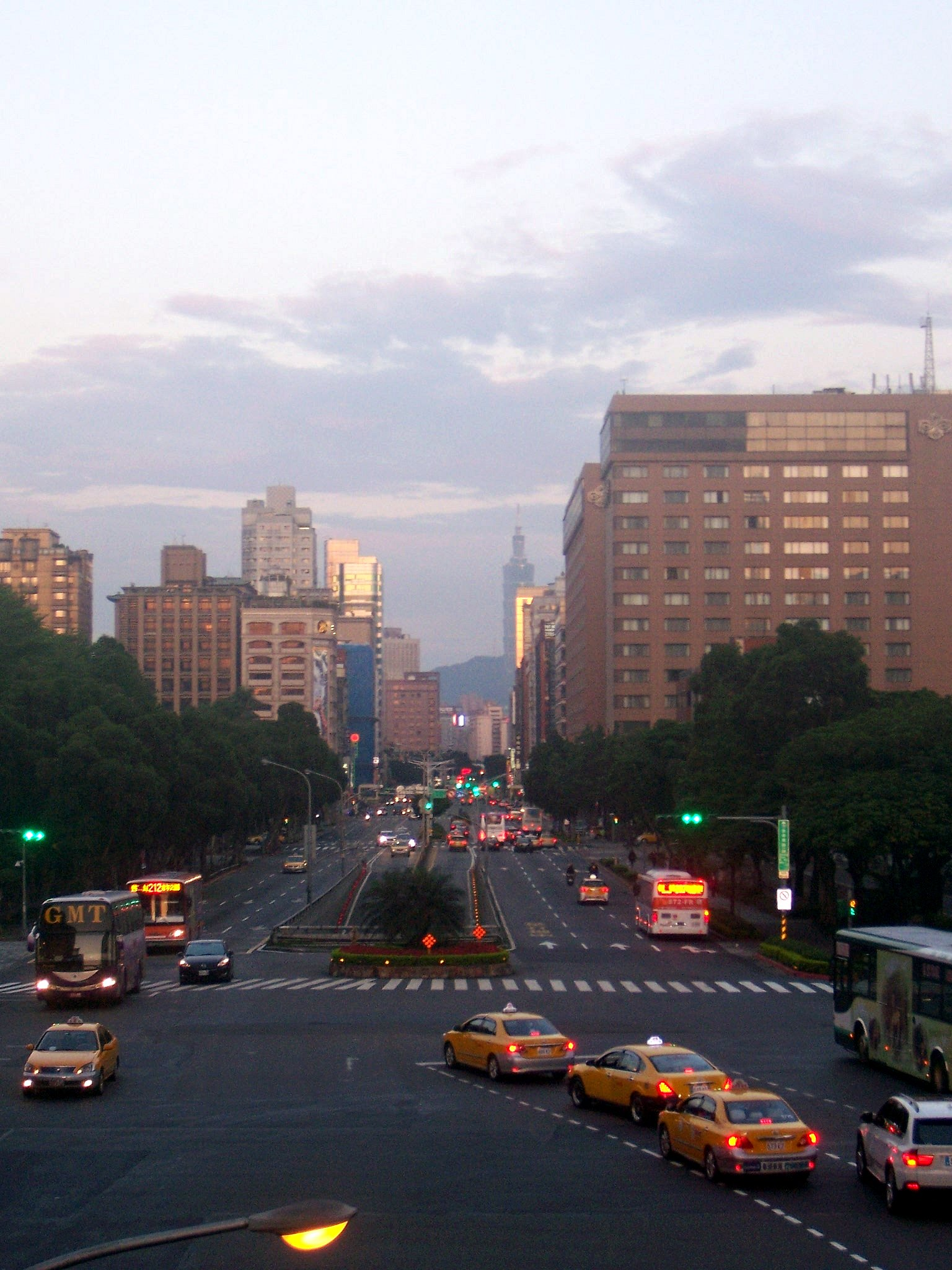
台5線起點端（忠孝東路一段）
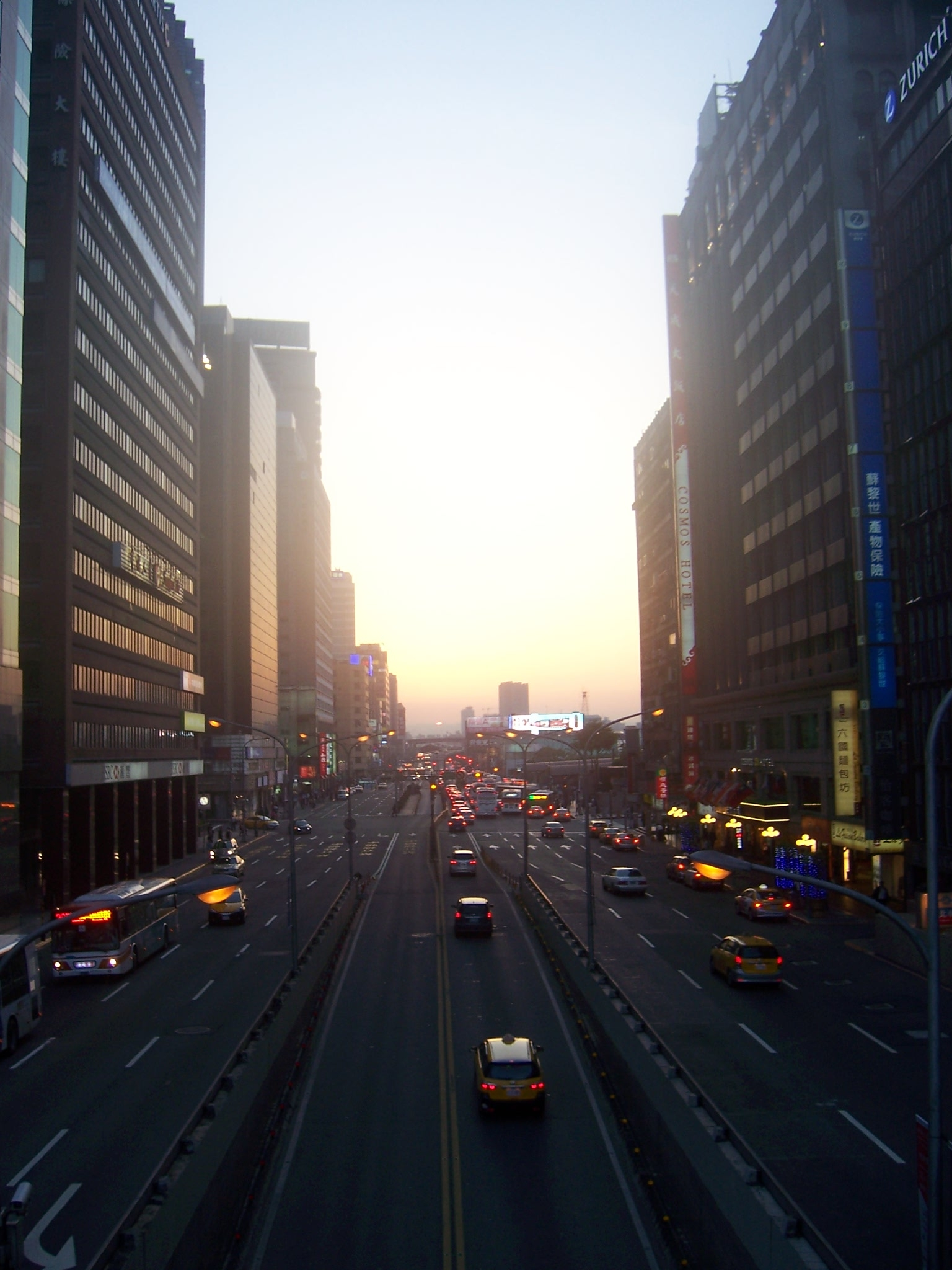
台1線、台3線起點端（忠孝西路一段）
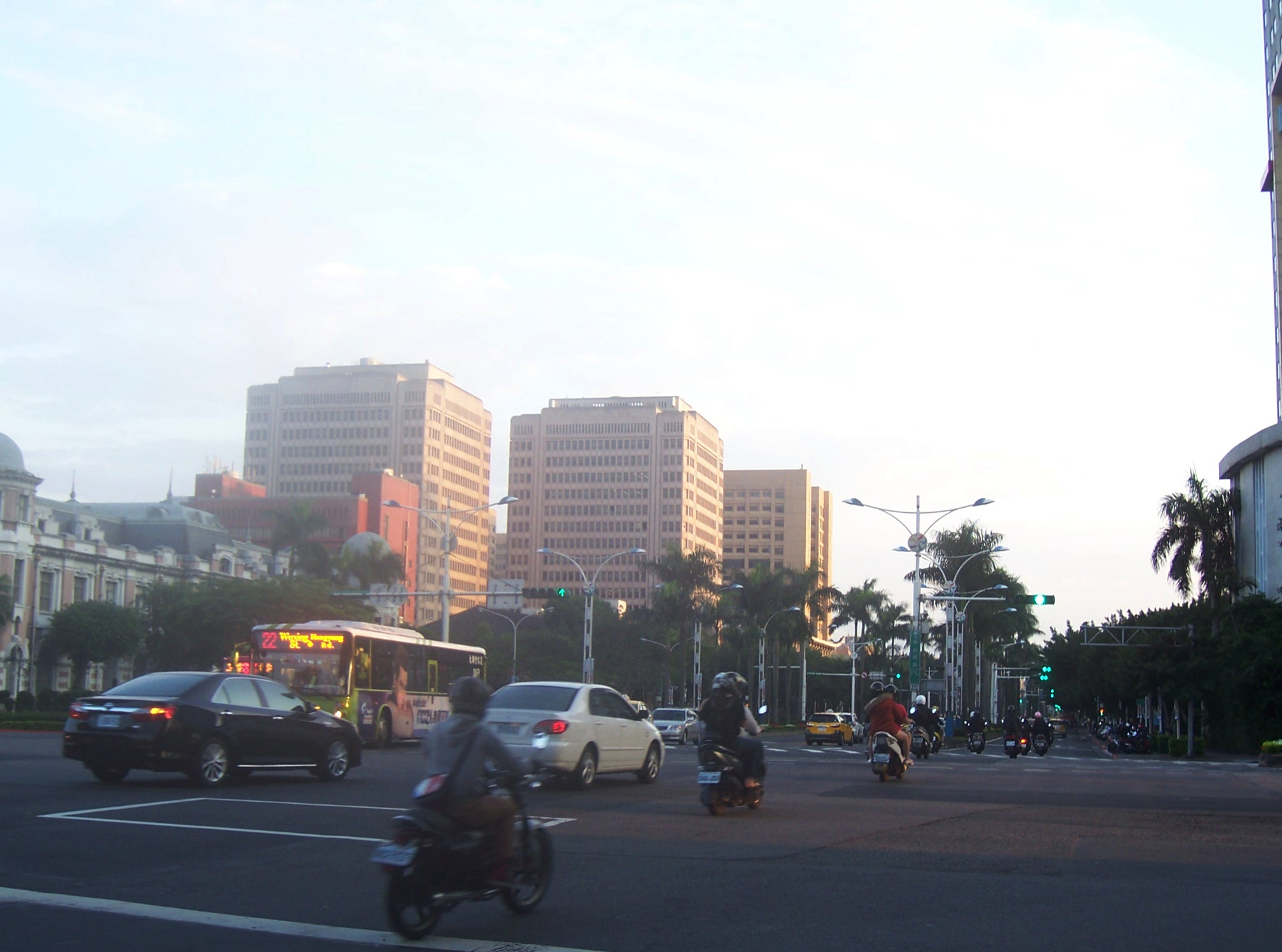
台9線起點端（中山南路）
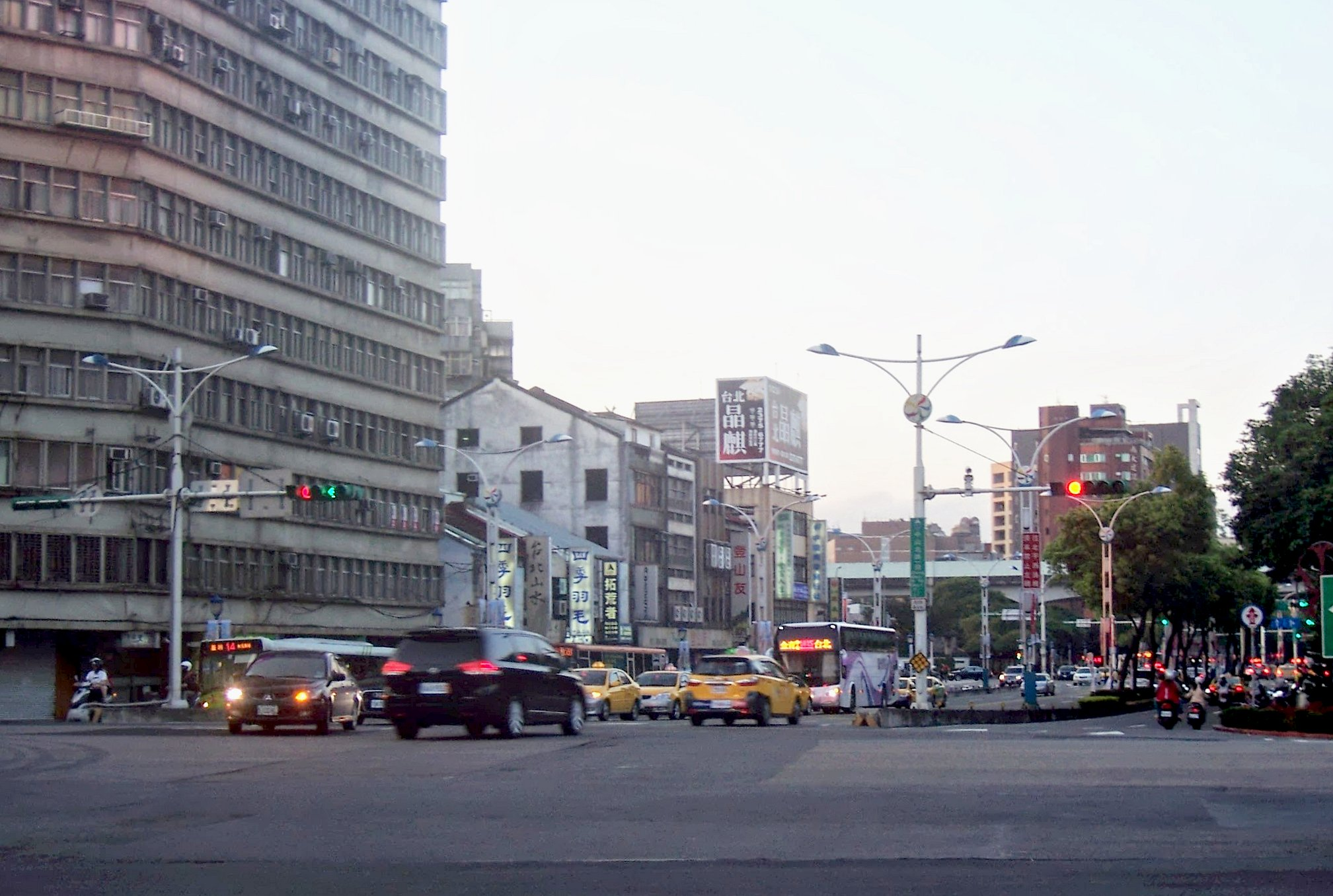
台1甲線起點端（中山北路一段）

## 外部連結
- 愛臺灣從路開始－追尋臺灣歷史道路原點[]，臺灣人@路電子報